# 琳達·普萊斯·羅斯柴爾德

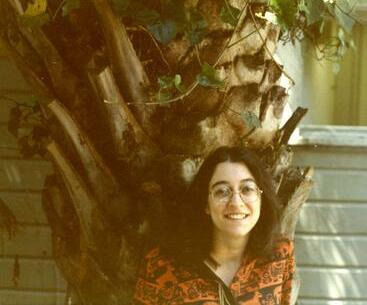
羅斯柴爾德, 1974年

琳達·普萊斯·羅斯柴爾德（英語：Linda Preiss Rothschild，1945年2月28日—），美國數學家，研究興趣包括李群、多項式分解、偏微分方程、調和分析和多複變數分析。
她在賓夕法尼亞州立大學取得學士學位，在麻省理工取得博士學位（插曲：她亦有申請普林斯頓大學，但該大學當時不接納女性的研究生）。
畢業後她曾在塔夫茨大學、哥倫比亞大學、普林斯頓高等研究院和普林斯頓大學工作。1976年，她成為了威斯康星大学麦迪逊分校數學系的副教授。1979年升任正教授。1982年她到加州大學聖地牙哥分校工作，直至2011年退休。
她和丈夫穆罕默德·薩拉赫·鮑恩迪發表了多篇多複變數分析上的論文，夫婦倆於2003年因在這領域的貢獻而獲美國數學學會的伯格曼獎。

## 外部連結
- 個人主頁 （页面存档备份，存于）